# Cecilia Roth

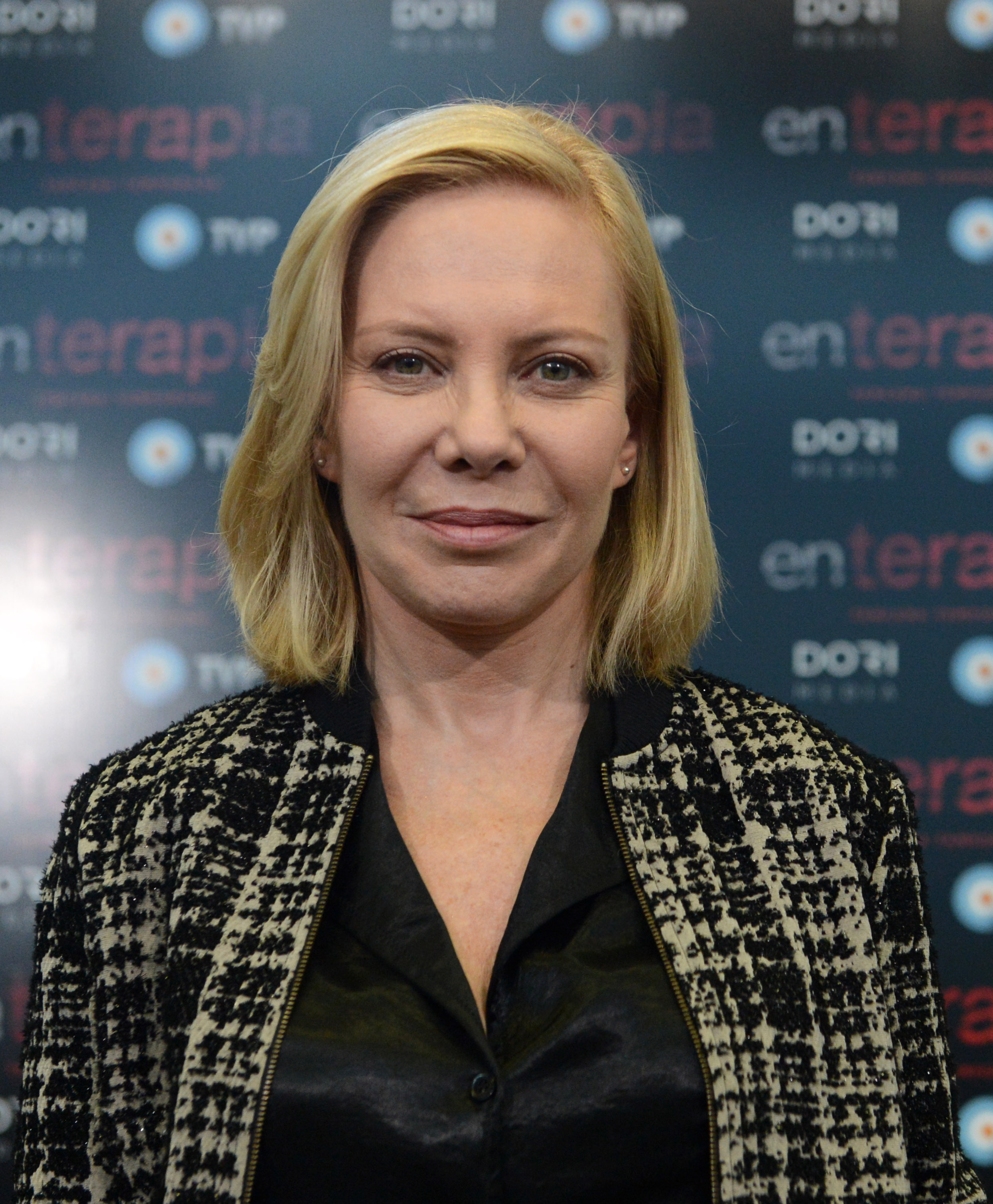
Cecilia Roth (2014)

Cecilia Roth (* 8. August 1958 in Buenos Aires als Cecilia Edith Rotenberg) ist eine argentinische Schauspielerin.

## Leben
Sie zog 1976 gemeinsam mit ihrem Vater und Bruder nach Spanien, wo sie eine Karriere als Schauspielerin startete. Zunächst hatte sie kleinere Auftritte in argentinischen Filmproduktionen, gefolgt von Nebenrollen in spanischen Filmen, bis ihr 1979 erstmals eine Hauptrolle in Iván Zuluetas Arrebato angeboten wurde. Anschließend begann sie ihre Filmarbeit mit dem spanischen Regisseur Pedro Almodóvar, der sie mehrfach mit Rollen bedachte und sie spätestens mit dem Oscar-prämierten Streifen Alles über meine Mutter aus dem Jahr 1999 international bekannt machte. Für ihre Leistung in diesem Film gewann sie den Goya als „Beste Hauptdarstellerin“. Diese Auszeichnung hatte sie bereits 1998 für ihre Darstellung in Adolfo Aristarains Martín (Hache) erhalten.
Danach arbeitete sie auch mit anderen namhaften spanischen Filmschaffenden. So agierte sie beispielsweise in El Señor Galíndez als Coca an der Seite von Antonio Banderas unter der Regie von Rodolfo Kuhn. In den 1980er Jahren kehrte die Darstellerin, nachdem dort das Militärregime gestürzt worden war, nach Argentinien zurück und war neben ihrer Arbeit für Film und Fernsehen auch für die Bühne tätig. Sie arbeitet vorwiegend in Spanien und in Lateinamerika.

## Filmografie (Auswahl)
- 1978: Das Phantom im Mädchenpensionat (Tráfico de menores)
- 1980: Arrebato
- 1982: Pepi, Luci, Bom und der Rest der Bande (Pepi, Luci, Bom y otras chicas del montón)
- 1982: Labyrinth der Leidenschaften (Laberinto de pasiones)
- 1983: Das Kloster zum heiligen Wahnsinn (Entre tinieblas)
- 1984: Womit habe ich das verdient? (¿Qué he hecho yo para merecer esto?)
- 1992: Desencuentros
- 1997: Martín (Hache)
- 1999: Alles über meine Mutter (Todo sobre mi madre)
- 2001: Vidas privadas
- 2001: Antigua vida mía
- 2003: La hija del caníbal
- 2004: Luisa Sanfelice
- 2004–2009: Epitafios – Tod ist die Antwort (Epitafios)
- 2013: Fliegende Liebende (Los amantes pasajeros)
- 2018: Der schwarze Engel (El Ángel)
- 2019: Leid und Herrlichkeit (Dolor y gloria)
- seit 2019: The Pier (El embarcadero)
- 2020: The Intruder (El prófugo)